# Michel Blairet
Pour les articles homonymes, voir Blairet.
Michel Blairet, né à Verdun (Meuse) le 8 août 1927 et mort à Saint-Brieuc (Côtes-d'Armor) le 16 mars 2016, a consacré une grande partie de sa vie au militantisme sportif et associatif. Toutes ces actions, ainsi que son engagement volontaire dans l'armée française, lui ont valu de nombreuses distinctions et récompenses.

## Biographie

### Vie familiale
Michel Ernest Blairet, fils et petit-fils de cheminot, passe toute sa jeunesse à Verdun dans le quartier de Belleville. Il a une sœur et un frère, Pierre Blairet, militant syndicaliste et politique, connu pour avoir créé en 1972 l'école du cirque Persé Circus à Thiervlle-sur-Meuse et pour être un militant syndical très actif de la Confédération générale du travail (CGT).

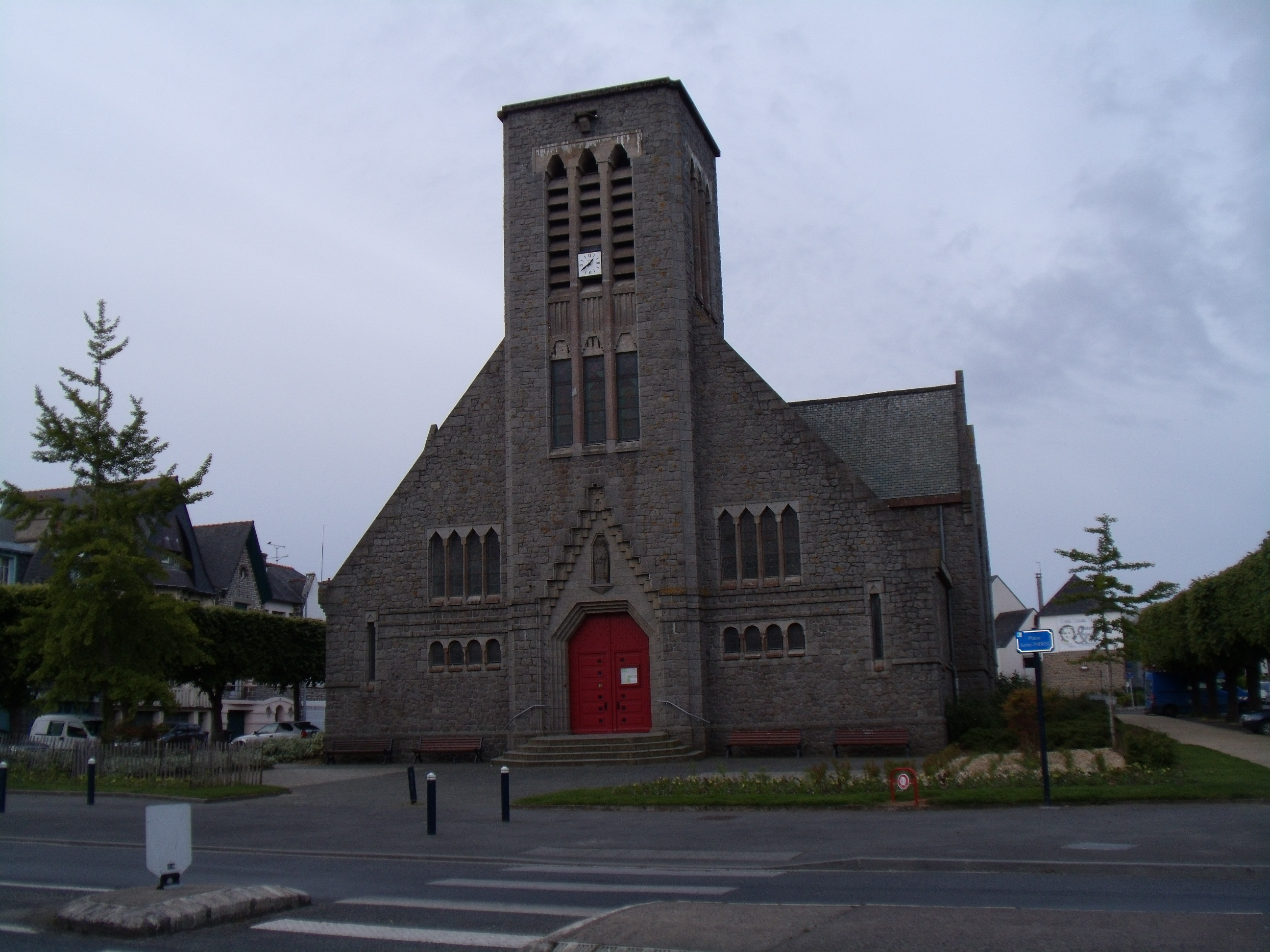
Église Sainte-Thérèse de Saint-Brieuc.

À son retour d'Indochine, Michel épouse sa marraine de guerre, Micheline Lalloz. De cette union naissent trois enfants, six petits-enfants, neuf arrière-petits-enfants et un arrière-arrière-petit-fils. Après avoir perdu son épouse le 2 novembre 2013, Michel Blairet meurt le 16 mars 2016.
À la fin de la célébration de ses obsèques, le 18 mars 2016 en l'église Sainte-Thérèse de Saint-Brieuc, Michel Blairet — en qualité de titulaire de la Légion d'honneur — reçoit l'hommage des quatre drapeaux présents à la cérémonie qui s'inclinent par trois fois devant son cercueil, drapé de tricolore et recouvert de ses vingt-sept médailles. Une garde d'honneur de la protection civile porte son cercueil dans l'église et au cimetière.

### Carrière militaire
Séduit par la discipline que représente l'armée, il suit les traces de son père et s'engage pour sept ans après la Libération ce qui le mène en Allemagne puis en Indochine. Le caporal-chef Michel Blairet est avec le sergent Gilbert Marchal, meusien comme lui, à la 3e compagnie de commandos des forces du Laos à Tchépone (Laos) et à Lao-Bao (Centre-Annam) en 1948, 1949 et 1950. Il s'y est distingué — notamment sur la piste Hô Chi Minh — et y a été cité.

### Parcours professionnel
En 1957, il s'installe à Saint-Brieuc où il exerce les fonctions de magasinier dans une concession Simca (Société industrielle de mécanique et carrosserie automobile) ; il y devient ensuite vendeur d'automobiles.

### Engagements associatifs
Michel Blairet est un ancien sportif de haut niveau, champion de Lorraine de cross-country et troisième en 1945 d'une épreuve de course à pied derrière l'illustre Alain Mimoun.

#### Rugby
En arrivant à Saint-Brieuc, il propose à la ville d'ouvrir un club de rugby. Malgré le scepticisme de ses interlocuteurs, il arrive « après six ans de bagarre » à fonder le Rugby Club de Saint-Brieuc dont il devient président d'honneur.

#### Protection civile
Michel est aux côtés de Léon Robine lors de la création de la toute première Association départementale de protection civile (ADPC) dans les Côtes-du-Nord en 1958.
Trésorier général départemental pendant plus de deux décennies, il n'a jamais cessé d'assister aux conseils d'administration, preuve de son attachement sans faille à celle qu'il a vu naître et à ceux qui la portent aujourd'hui pour demain.

## Hommage
Le paragraphe suivant est extrait de l'oraison funèbre prononcée par le président de la Protection civile des Côtes-d'Armor lors des obsèques de Michel Blairet.

« C’est avec beaucoup d’émotion et une immense tristesse que le monde de la Protection civile a appris la disparition de Michel Blairet. Effectivement, Michel aura marqué durablement la Protection Civile, puisque tout simplement aux côtés de Léon Robine, il a contribué en tant que membre fondateur, à la création de la Protection Civile dans les Côtes d’Armor puis en France. Depuis 1959, sans discontinuer, soit pendant plus de 57 ans, Michel a participé à la vie de notre Association départementale de protection civile. En tant que trésorier général puis comme président d’honneur, il assistait encore dernièrement à nos conseils d’administration et passait régulièrement au secrétariat de la Protection civile pour prendre des nouvelles, discuter cinq minutes avec nos secrétaires, Andrée puis  Dominique, qu’il appelait ses puces. Que retenir du passage ici-bas de Michel ? Sans doute un certain nombre de valeurs. Dès le plus jeune âge, en faisant passer des messages pour la résistance, Michel a montré son sens de l’engagement et du devoir puis, ont suivi :
- de nombreuses associations, la Protection civile bien sûr mais aussi le Rugby club briochin ou Mieux conduire en Côtes d’Armor qui sont quelques exemples parmi tant d’autres ;
- le sens de la combativité en s’engageant dans la guerre d’Indochine, pays dont il tombera définitivement amoureux des paysages mais aussi des habitants aux larges sourires ; triste conflit qui lui aura permis de rencontrer Micheline et, en épousant sa marraine de guerre, de fonder ainsi, une belle et grande famille ;
- le sens du travail et de la persévérance en reprenant des études pour devenir cadre commercial chez SIMCA puis à la régie Renault ;
- le sens de la sportivité et de la camaraderie, Michel était un sportif accompli et comme tout le monde le sait un grand passionné de rugby ;
- franc parler, je me rappelle de quelques coup de gueule mémorable de Michel en réunion, s’insurgeant contre des règlements et une normalisation excessive, rappeler que pendant la guerre il avait « vu transporter des blessés dans des landaus d’enfant » et « qu’il faudrait un bon coup de grabuge dans ce département pour faire réagir les hommes politiques et la haute administration, afin qu’ils prennent conscience de la réalité de terrain » ;
- ténacité et  persévérance, dans son ultime combat pour l’honneur de son épouse Micheline, reconnue victime du scandale du Médiator, combat initié par le Dr Irène Frachon, lanceur d’alerte dans cette affaire, femme médecin qu’il admirait beaucoup ;
- sens de la famille, Michel était particulièrement fier de sa famille, de ses enfants, petits-enfants, arrière-petits-enfants et de son arrière-arrière-petit-fils. Il en parlait souvent. [...] Michel était avant tout un être affectueux et extrêmement sensible. »

## Distinctions et récompenses
Pour ses différentes actions militaires et civiles, Michel Blairet est titulaire de vingt-sept médailles, parmi lesquelles :

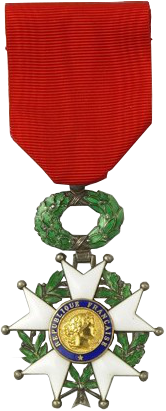
1
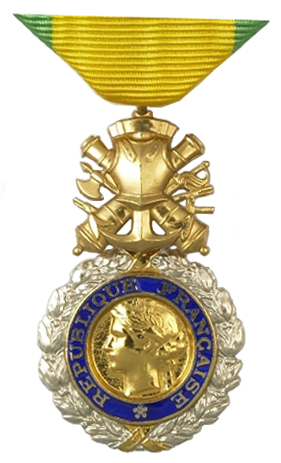
2
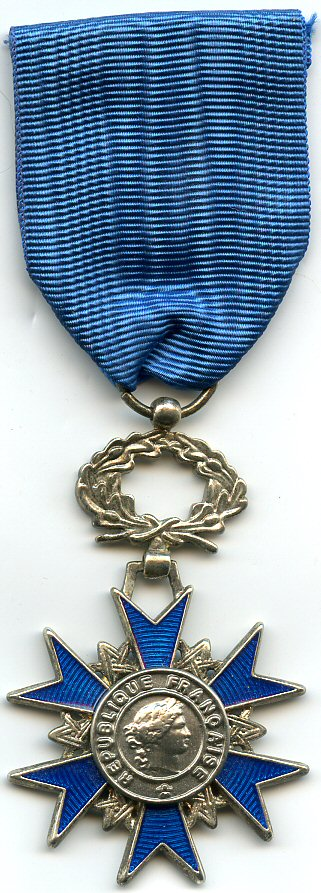
3
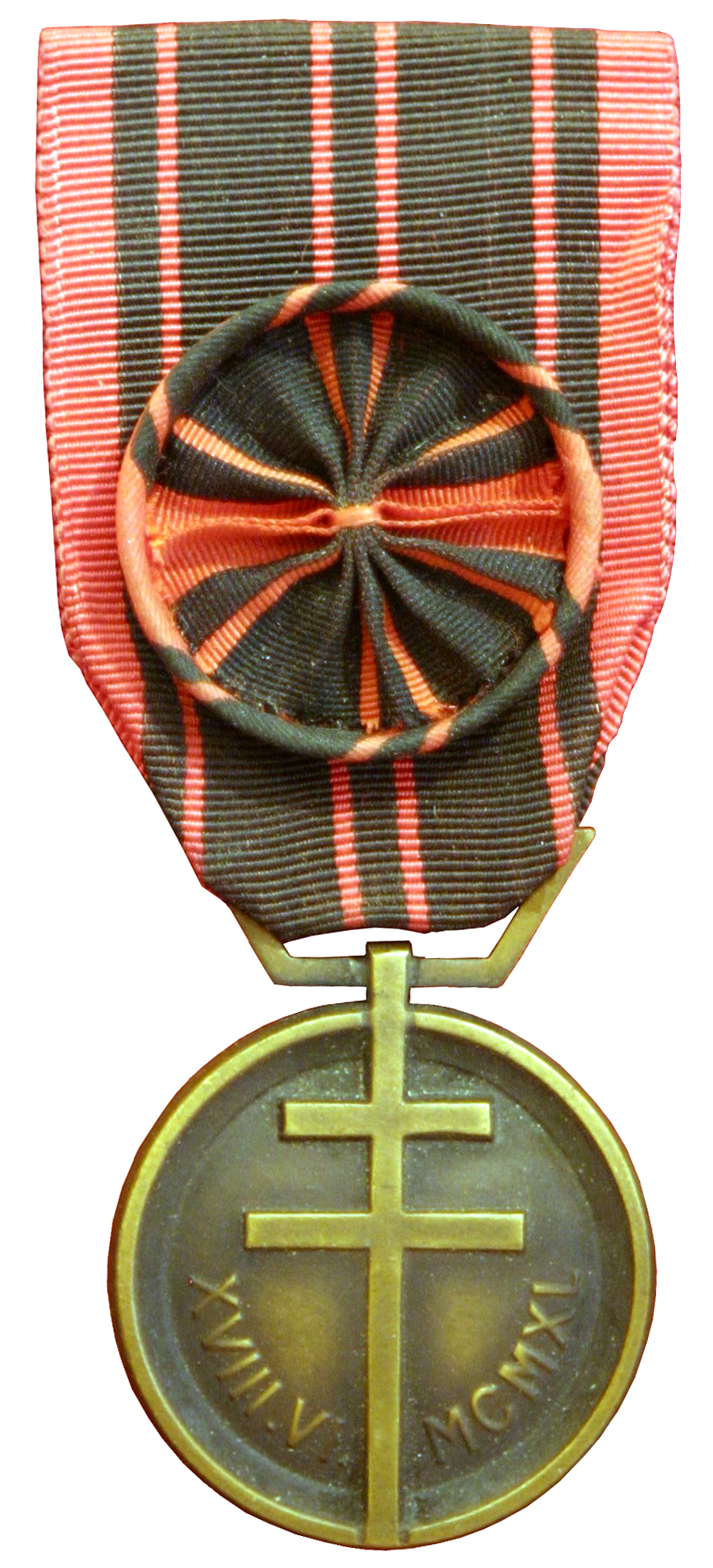
4
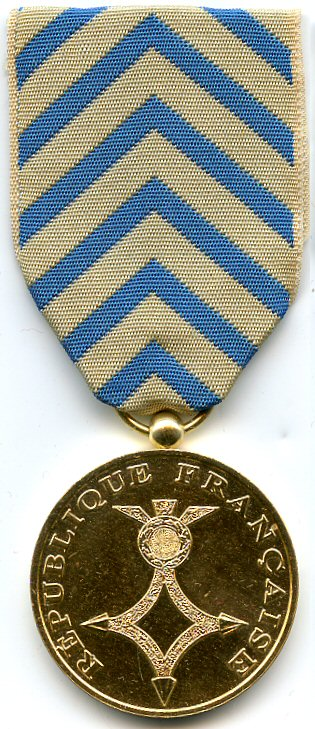
5
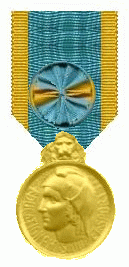
6

1. Chevalier de la Légion d'honneur (21 juin 2001)[10] ;
2. Médaille militaire (4 mai 1970)[10] ;
3. Chevalier de l'ordre national du Mérite (13 novembre 1982) ;
4. médaille de la Reconnaissance française ;
5. médaille de reconnaissance de la Nation ;
6. Médaille de la jeunesse, des sports et de l'engagement associatif, or ;

- médaille de vermeil de la Fédération nationale de protection civile (FNPC) en 2012[11].